# Cassolette
Cassolette, diminutif de cassole, de l'occitan caçòla (« caisse, caisson ») désigne initialement un petit récipient, un coffret, un boitier, un vase, une urne au couvercle perforé permettant la diffusion d'un encens ou d'un parfum dans une pièce,,.
En orfèvrerie, il s'agit d'un pendentif, un bijou creux, permettant de contenir du parfum, des souvenirs, des images, des photos mais aussi du poison. 
Par extension, le mot désigne tout ce qui exhale un parfum, et par métonymie, le parfum ou l'odeur elle-même.

## Arts de la table
Cassolette peut également désigner un petit récipient de porcelaine, de verre, de cuivre ou d'inox — petite marmite, poêle ou terrine — utilisé pour la préparation et la présentation d'un plat confectionné en portion individuelle. Par extension, le récipient qualifie le volume de préparation de recettes de cuisine. Ainsi parle-t-on de :
- cassolette ambassadrice : sorte de ragoût de foies de volailles sur un lit de pommes duchesse ;
- cassolette bouquetière : crème de légumes garnie de pointes d'asperges et de bourgeons de chou-fleur ;
- cassolette marquise : queues d'écrevisses à la Nantua garnies de dés de truffes et de champignons sur un lit de pâte feuilletée ;
- cassolette Régence : salpicon de poitrine de volaille truffé avec une sauce veloutée, garni de pointes d'asperges sur un lit de pommes duchesse.

## Voir également